# SN 1999di
SN 1999di – supernowa typu Ib odkryta 8 sierpnia 1999 roku w galaktyce NGC 776. W momencie odkrycia miała maksymalną jasność 18,00m.